# Podbořany
Podbořany är en stad i Tjeckien.   Den ligger i regionen Ústí nad Labem, i den västra delen av landet, 70 km väster om huvudstaden Prag. Podbořany ligger 328 meter över havet och antalet invånare är 6 212.
Terrängen runt Podbořany är lite kuperad.Runt Podbořany är det ganska glesbefolkat, med 47 invånare per kvadratkilometer. Närmaste större samhälle är Žatec, 14,4 km nordost om Podbořany. Trakten runt Podbořany består till största delen av jordbruksmark.